# Kubilai Khan
Cette page contient des caractères spéciaux ou non latins. S’ils s’affichent mal (▯, ?, etc.), consultez la page d’aide Unicode.
Ne doit pas être confondu avec Khubilai (guerrier).
Pour les articles homonymes, voir Khan (homonymie).
Kubilai Khan ou Khoubilaï Khaan ou Khubilai Khan ou Qubilaï Khan (mongol bitchig : ᠬᠤᠪᠢᠯᠠᠢ ᠬᠠᠭᠠᠨ，translittération : Qubilai qaγan ; mongol cyrillique : Хубилай хаан, translittération : Khubilai khaan, [ xubilaj] ; chinois : 忽必烈 ; pinyin : Hūbìliè), né le 23 septembre 1215 et mort le 18 février 1294, est un khagan mongol, puis sous le nom de Shizu (chinois : 世祖 ; pinyin : Shìzǔ) le premier empereur de Chine de la dynastie Yuan.
Petit-fils de Gengis Khan (v. 1160 – 1227), il naît l'année de la prise de Pékin par les Mongols. En 1260, il succède à son frère Möngke comme grand khan des Mongols. En 1276, il reçoit le grand sceau de l'empire de Chine des mains de l'impératrice douairière des Song du Sud régnant à Hangzhou.
Il est principalement connu en Occident par le livre de Marco Polo, qui résida à sa cour pendant dix-sept ans, employé comme « messager » de l'empereur, c'est-à-dire émissaire impérial.

## L'Empire mongol, de la mort de Gengis Khan à la mort de Möngke
À la mort de Gengis Khan en 1227, l'empire inclut, outre la Mongolie, une partie du nord de la Chine (royaume des Jin) et une partie de la Transoxiane et de la Bactriane (les steppes à l'est de la mer Caspienne et une partie des montagnes de l'actuelle Afghanistan).
Entre 1231 et 1238, les Mongols conquièrent le royaume de Goryeo, dans la péninsule de Corée, mais le pays reste dans l'ensemble insoumis jusqu'en 1258, la famille royale s'étant réfugiée sur l'île de Kanghwa, pourtant très proche de la côte. Le roi finit par renoncer à la résistance en 1258, mais n'est pas suivi par tous ses sujets.
À l'ouest, deux vastes régions sont conquises :
- les steppes du sud de la Russie, conquises en 1236 – 1240 par Batu, petit-fils de Gengis Khan, fils de Djötchi, qui y a créé le khanat de la Horde d'or ;
- la Perse et l'Irak, conquis par Houlagou, frère de Kubilai, en 1255 – 1259.

La mort de Möngke, survenant alors qu'Houlagou s'apprête à attaquer les Mamelouks en Égypte, remet en cause la campagne, Houlagou ramenant une bonne partie de son armée vers l'est. Le gouverneur de Syrie, Ketboğa, subit une contre-offensive des Mamelouks qui le vainquent à Aïn Djalout en Galilée (3 septembre 1260) et récupèrent la Syrie. Mais Bagdad reste aux mains des Mongols.
En Chine, les Mongols, après avoir conquis le royaume des Xia occidentaux et établi leur domination totale sur le royaume des Jin, sont engagés dans une guerre pour conquérir le royaume des Song dans le sud.

## Biographie

### Jeunesse et débuts
Il est le fils de Tolui, quatrième fils de Gengis Khan et de Börte. Tolui meurt en 1232, avant son frère Ögödei, grand khan des Mongols de 1227 à 1241. À Ögödei, succède son fils Güyük de 1241 à 1251.
En 1251, la veuve de Tolui, Sorgaqtani, réussit à faire choisir son fils Möngke comme quatrième khan, avant l'avènement de Kubilai en 1260.
Kubilai est nommé par son frère Möngke vice-roi en Chine du Nord, basé en actuelle Mongolie-Intérieure dans la ville de Shangdu qu'il fait bâtir entre 1252 et 1256 (et qui demeurera sa capitale d'été quand, devenu empereur, Pékin sera élevée au rang de capitale principale).
Dès cette époque, il s'entoure de conseillers chinois, dont Liu Bingzhong (en), et commence à siniser son administration,. Il crée aussi un réseau d'écoles pour les Mongols. Sur le plan militaire, il conquiert le Yunnan et soumet le royaume de Dali à la demande de son frère Möngke, et participe avec lui aux premières opérations militaires contre l'empire Song du Sud.
En 1251, le 2e karmapa, Karma Pakshi est invité par Kubilai Khan à son palais de 'Ur tu, où il arrive en 1254. Il y séjourne trois ans, pour ne pas causer de conflits avec l'école Sakyapas, très influente auprès de Kubilai à cette époque. Il reconnaît le frère de Kubilai Khan, Möngke, Khan de l'Empire mongol (r. 1251 – 1259), comme un de ses anciens disciples. Après la mort de Möngke, Kubilaï Khan lui succède et deviendra par la suite empereur de Chine, installé à Khanbalik (actuelle Pékin). Kubilai Khan avait gardé rancune au Karmapa car ce dernier avait refusé de rester à la cour les années précédentes et qu’il avait l'impression qu'il était plus proche de son frère Möngke. Kubilai ordonne l’arrestation de Karmapa, lequel s'échappe par des prodiges miraculeux.[pertinence contestée]

### Conflits sous Möngke

#### Conquêtes
En 1253, il conquiert le royaume de Dali, correspondant approximativement à l'actuelle province du Yunnan, dont la capitale, Dali, au bord du lac Erhai est sur les marches du plateau du Tibet.
En 1257, les troupes mongoles pillent Hanoï.
En 1258, Möngke part avec Kubilaï en campagne contre l'empire des Song du sud, tandis que la Haute Mongolie est l'apanage de leur plus jeune frère, Ariq Boqa, basé à Karakoroum.

#### Guerre civile toluid (1259 – 1264)
La mort de Möngke, durant le siège de Chongqing, provoque une lutte pour la succession entre Ariq Boqa et Kubilai.
Ariq Boqa reçoit le soutien d'une partie de l'aristocratie mongole, censée plus conservatrice, dont Qaïdu, petit-fils d'Ögedeï, khan en Transoxiane, et une partie de la Horde d'or. Kubilai a pour lui la cavalerie mongole, ainsi que des contingents alains, turcs, chinois et coréens.
Finalement, après quatre ans de guerres, Ariq Boqa se rend à Kubilai en 1264. Il est épargné, mais tenu prisonnier, et meurt au bout de deux ans.
La victoire de Kubilai marque la défaite des partisans de la tradition mongole, alors que Kubilai incline vers une sinisation de son pouvoir. Après la mort d'Ariq Boqa, Qaïdu continuera à jouer un rôle important d'opposition à Kubilai.

### Règne

#### Empereur mongol puis empereur de Chine
La victoire de Kubilai contre son jeune frère faisait de lui le Grand Khan ou empereur des Mongols et de toutes les tribus et pouvoirs ralliés ou conquis, dont il était le suzerain ; à ce titre, il régnait depuis la Corée jusqu'à la Méditerranée (Petite Arménie et centre de l'actuelle Turquie), sur l'Iran et l'Irak jusqu'à Bahreïn, sur la Russie et l'Ukraine. Son apanage personnel était la Chine du Nord et du Sud-Ouest jusqu'au Yunnan.
Il ne devient empereur de Chine que lorsque l'impératrice douairière Song Xie Daoqing (en) régnant à Hangzhou se reconnaît vaincue et lui fait remettre le grand sceau d'empire en février 1276. L'intégration des possessions Song au gouvernement de Pékin s'effectue de 1273 (chute de Xiangyang) à 1279 (Bataille de Yamen où meurent les derniers résistants Song).
Les intérêts de Qubilai pour la chine, ses traditions et son histoire sont le fruit de son éducation et de ses conseillers. Cet intérêt l'amènent à modeler les politiques mongoles afin de favoriser l'agriculture et le développement économique. Il le pousse également à abandonner les massacres des populations urbaines qui ont marqué les précédentes conquêtes mongoles.

#### Installation à Khanbalik (Pékin)

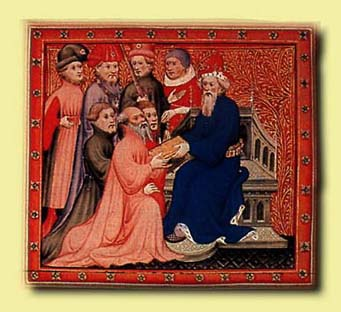
Marco Polo et Kubilai Khan (miniature du Livre de Marco Polo).

Afin de régner comme un empereur chinois traditionnel, il rétablit les rituels confucéens et fait transférer la capitale de l'Empire mongol en Chine du Nord. En 1266, il nomme un architecte musulman, Ikhtiyar al-Din, et son conseiller Liu Bingzhong afin de coordonner la reconstruction du site de l'ancienne capitale du sud de la dynastie Liao (907/916 – 1125) sous le nom de Nanjing, puis de la dynastie Jin (1115 – 1234), pillée par Gengis Khan en 1215. La ville est renommée Dadu (大都, dàdū, « grande capitale »), également appelée en Köktürk, « Khanbalik » (« ville du khan », traduit en chinois par 汗八里, hàn bālǐ, « huit lieues du Khan »), d'où vient le nom que lui donne Marco Polo : Cambaluc.
En 1271, il fonde la dynastie Yuan, et s'il lui est donné le nom chinois d'empereur Shizu, il ne sera effectivement empereur de Chine qu'après la reddition de Hangzou en 1276, voire, selon le comput des légitimistes chinois, en 1280, lors de l'anéantissement des derniers résistants Song.

#### Conquête de la Chine du Sud
Kubilai s'implique dans la conquête de l'empire Song comme lieutenant de son frère régnant Möngke dès 1257. Il est crédité d'avoir pu traverser le Yangtze et de s'être maintenu sur sa rive sud quelque temps.
Devenu Grand Khan, il renouvelle l'attaque à partir de 1268 en faisant assiéger la ville de Xiangyang durant cinq ans. Après sa chute en 1273, l'empire Song ne résiste que trois ans, et le gouvernement de Hangzhou se rend en février 1276. Trois autres années sont nécessaires à Kubilai pour achever la réunification de la Chine par l'incorporation des dernières provinces du Sud encore fidèles aux très jeunes frères du dernier empereur Song.

#### Gouvernement de la Chine sous Kubilai
Il se comporte en souverain éclairé. Il rénove et étend le réseau des routes, fait rebâtir les édifices publics, creuser le Grand Canal, et impose, pour la première fois dans l'histoire, la monnaie de papier avec pouvoir libératoire obligatoire. Il protège les arts et les Annales rédigées sous les Mings disent qu'il aimait ses peuples.
Cependant le mode de gouvernement de Kubilai est largement militaire et, reprenant le principe de hiérarchie établi sous la dynastie Jin, il divise la population en quatre classes. Les Mongols occupent la première place et sont privilégiés. Les tribus et peuples d'Asie centrale qui ont adhéré aux conquêtes de Gengis khan, dont les Ouïgours, ainsi que des étrangers, sont considérés comme compagnons servants (Nökör, Marco Polo par exemple bénéficiera de ce statut). Viennent seulement ensuite les Chinois du Nord, qui dépendaient auparavant des Jin, enfin les Chinois du Sud, qui dépendaient des Song et dont le pouvoir craint les révoltes. Ce classement est omniprésent, que ce soit dans l'administration, l'armée, dans le droit. Les Chinois n'ont qu'une position subalterne, subissent couvre-feu et interdiction de porter des armes, et même, durant une période, la suppression des Examens impériaux donnant accès aux responsabilités administratives.
Néanmoins de nombreux Chinois sont ralliés au régime et le servent, y compris avec des titres élevés et dans l'armée. Kubilai a aussi délibérément sinisé son gouvernement, y compris par l'adoption de ses rites.

Billet de banque et sa matrice de la dynastie Yuan, imprimé en écriture chinoise han et écriture mongole Phagpa

Sur le plan religieux, il soutient le bouddhisme, fait preuve de méfiance à l'égard du taoïsme, mais se montre tolérant à l'égard des différentes religions, accueillant des prêtres chrétiens nestoriens (sa propre mère était chrétienne). Il nomme également un lama tibétain de l'école sakya, Phagpa comme précepteur impérial et lui demande de créer une écriture carrée, adapté d'abord aux langues mongoles en 1268, puis probablement chinoise en 1272, utilisé pendant le siècle qu'a duré la dynastie, et dont le but était d'avoir une écriture commune pour au moins les langues Mongoles et celles de leurs alliés Khitans et Jurchens,. Kubilaï la déclarera écriture officielle de l'empire quand il sera proclamé empereur de Chine.

### Expansion

#### Soumission de la Corée[20]
Malgré la soumission du roi en 1258, quelques dignitaires militaires refusent la reddition et forment la rébellion Sambyeolcho, qui lutte dans les îles du détroit de Corée, entre le sud de la péninsule et le Japon.
La cour coréenne ne peut revenir à Gaegyong qu'en 1270, moyennant de dures conditions :
- le nord de la Corée est divisé en colonies ;
- Jeju-do devient un haras mongol ;
- le représentant mongol fait et défait la loi, selon les volontés du gouvernement de Kubilaï ;
- des humiliations protocolaires et vestimentaires sont imposées.

La Corée sert de base d'invasion du Japon (1274 et 1281).

#### Tentatives d'invasion du Japon (1268-1281)
En 1263, les Mongols envoient des émissaires au Japon, le menaçant d'une invasion si les Japonais ne reconnaissent pas la souveraineté mongole.
En 1268, un deuxième envoi d'émissaires a lieu. Les ambassadeurs rencontrent chinzei-bugyō, le « commissaire de la défense pour l'ouest », qui remet le message au shogun à Kamakura et à l'empereur à Kyōto. Le shogunat de Kamakura opte pour une politique de résistance et ordonne à tous ceux qui possèdent des fiefs à Kyushu, l'endroit le plus proche de la Corée et donc le plus susceptible d'être attaqué, de retourner sur leurs terres. Des services de prières sont organisés et la plupart des affaires gouvernementales sont reportées pour faire face à cette crise. Face à ce refus de négocier, Kubilai Khan se rend compte qu'il n'a pas les ressources pour lui procurer une armée et une flotte suffisante.
Ce n'est qu'après plusieurs années de préparatifs qu'une première tentative a lieu en 1274 ; elle échoue par la destruction de la flotte mongole par une tempête.
La seconde a lieu en 1281, après la conquête de la Chine du Sud. C'est une opération de grande envergure, qui dure du printemps à l'été. Cependant elle se termine par l'arrivée d'un typhon qui sera nommé par les Japonais, kamikaze (« vent divin »).
Ces tentatives d'invasion mettent un frein à l'expansion mongole vers le Pacifique.

#### Expéditions en Birmanie (1287) et à Java (1292)
En 1287, Témur, petit-fils de Kubilaï alors stationné au Yunnan, abat le royaume de Pagan en Birmanie.
En 1292, Kubilaï lance une expédition de 1 000 bateaux et 20 000 hommes contre le roi Kertanegara de Singosari à Java. D'abord accueillie par un gendre du roi, qui l'utilise pour mater une révolte, puis s'emparer du pouvoir et fonder l'empire Majapahit, une partie des forces de Qubilaï s'y assimile, le reste est ensuite rejeté.

### Relations de Kubilai avec les autres Gengiskhanides

#### Qaïdu

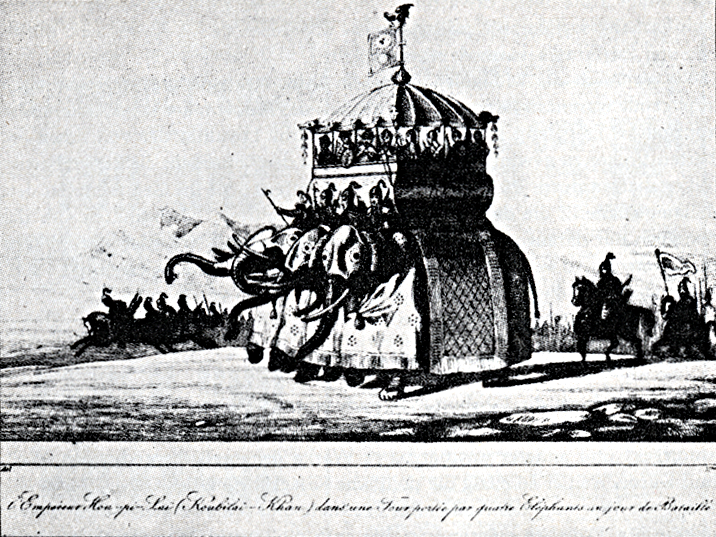
L'empereur Kubilai-Khan dans une tour portée par quatre éléphants un jour de bataille (gravure française, XVIIIe siècle).

Après la défaite d'Ariq Boqa, Qaïdu se détourne des affaires chinoises et se tourne contre ses voisins de l'ouest : en 1267 – 1269, allié à Mengü Temür, de la Horde d'Or, il fait la guerre à Baraq, khan de Djaghataï. Il s'empare de Kachgar, puis en 1269, Baraq reconnaît sa suzeraineté. Il entre ensuite en guerre contre Abaqa, khan houlagide. Ce n'est que dans les années 1270 que reprend le conflit avec Kubilai.

#### Guerre de 1275-1277
En 1275, Kubilai envoie contre Qaïdu son quatrième fils, Nomoukan. Deux princes de la famille impériale[réf. nécessaire], mécontents, se rallient à Qaïdu, qui profite de la situation et marche sur Karakorum, en Mongolie (1277). Kubilai lui envoie alors son meilleur général, Bayan, qui réussit à battre la coalition des princes mongols révoltés avec une armée nombreuse, incluant des troupes auxiliaires chinoises et coréennes. Qaïdu se retire dans la région de l’Irtych.

#### Guerre de 1287
En 1287, Qaïdu forme à nouveau une coalition de princes mongols contre Kubilai. Il réunit le nestorien Nayan, descendant de Témugué-otchigin, Chinkour, petit-fils de Jöchi Khasar (ou Kassar) et Kadaun, descendant de Khachiun, un autre frère de Gengis Khan. Les princes gengiskhanides menacent la Mongolie orientale et la Mandchourie tandis que Qaïdu, parti du Turkestan, marche sur Karakorum.
Kubilai envoie de nouveau Bayan, qui occupe Karakorum en attendant l'arrivée de Qaïdu. Yisutemur, petit-fils de Boortchou noïon part en Mandchourie avec une puissante armée, ravitaillée par une flotte chinoise par l’embouchure du fleuve Liao. La coalition de Mandchourie est difficilement vaincue. Nayan, fait prisonnier, est exécuté en 1288. Qaïdu doit renoncer à ses ambitions de restaurer le pouvoir de la branche d’Ögödei, mais réussit à garder sa position dans l’oulous de Djaghataï.

## Points particuliers

### Marco Polo

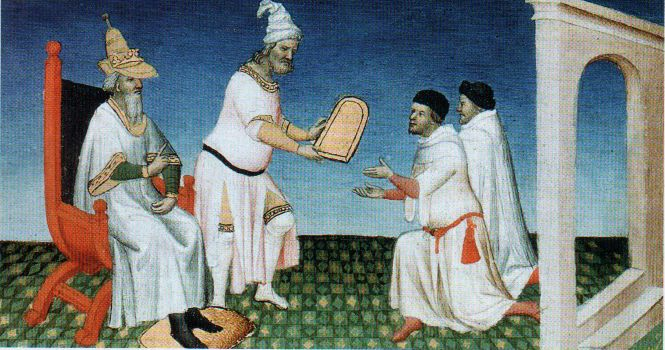
Les père et oncle de Marco Polo à la cour de Kubilaï Khan, selon une enluminure du ms. BnF fr. 2810 du Livre de Marco Polo.

Le Livre de Marco Polo paru en 1298, aussi nommé Le Livre du Grand Khan, raconte essentiellement les possessions et le grand pouvoir de Kubilai Khan ; il donne de nombreuses et véridiques informations sur l'organisation et la richesse de son empire mongol. Par exemple :
- La description des relais de chevaux, des routes et de la rapidité des messagers du gouvernement (ch. 97 et 99).
- Plusieurs chapitres décrivant l'économie : intervention sur le marché des grains (ch. 102) et fonds sociaux (ch. 98 et 103) ; appareil de production proche de l'industrie à Hangzhou (ch. 151) ; introduction du papier-monnaie, rendu obligatoire sous peine de mort (ch. 95)[23] ; bateaux et commerce naval (ch. 156, 157, 177).
- Une évaluation des recettes fiscales énormes assurant la fortune du Grand Khan et empereur de Chine Kubilai : pour la seule recette du sel dans la province de Hangzhou, annuellement 80 myriades de (tael) or équivalant à environ 300 tonnes métriques d'argent fin[24] (ch. 152).
- Dans la rédaction de Ramusio (son ch. II-8), l'histoire d'une tentative de coup d'État avec l'assassinat en 1282 d'un ministre des finances favori de Kubilai, un des événements les plus graves de son règne.

### Relation avec le bouddhisme
Les descendants de Gengis khan non musulmans étaient libéraux en matière de religion. Khubilai était d'origine chamaniste, sa mère était chrétienne, lui-même envisageait les affaires religieuses d'un point de vue politique. Mais le bouddhisme, en particulier le bouddhisme tibétain, eut sa préférence. Dans une querelle entre bouddhistes et taoïstes, il se prononça en faveur des premiers. Dès 1254 avait été invité à sa cour Karma Pakshi, le 2e karmapa tibétain, qui fut l'un des dignitaires qui l'initièrent au bouddhisme mais ne voulut pas rester.
Il eut un meilleur succès politique avec un jeune lama que son cousin Godan Khan lui recommandait, Phagpa, célèbre pour l'alphabet mongol qu'il créera à sa demande,. KhubilaI le nomme précepteur impérial (ministre) chargé des affaires bouddhiques de l’Empire. Puis gouverneur religieux et temporel du Tibet,(p33), travaillant étroitement avec le Bureau des affaires tibétaines de Pékin. Phagpa inaugura « la théologie politique de la relation entre l'État et la religion dans le monde bouddhiste tibéto-mongol »,, conforme à la pratique mongole de confier l’administration des régions soumises à des potentats locaux obédients.
Il charge l'école Sakya de Phagpa de diriger le Tibet en « Treize myriarchies », les sakyapas seront renversés par les Tibétains à la chute de la dynastie Yuan.
Selon Sagan Setsen, « Ainsi Qubilaï khaân fit que le soleil de la religion bouddhiste s'éleva dans les ténèbres du pays des Mongols. Des Indes, il fit aussi venir des images et reliques du Bouddha ».

### Épouses et descendance
Principales épouses (du premier et deuxième ordre):
1. Tegülün Khatun (décédée en 1233) — fille de Tuolian des Khongirad. Elle épouse Kubilai en 1232 mais meurt après la naissance de son fils.
  - Dorji (né v.1233, décédé en 1263) — directeur de l'administration des affaires militaires à partir de 1261, mais il était malade et mourut jeune.
2. Impératrice Chabi (née en 1216, mariée en 1234, décédée en 1281) — fille de Chigu Noyan des Khongirad. Ils ont quatre fils et six filles.
  - Grande Princesse de Zhao, Yuelie (赵国大長公主) — mariée à Ay Buqa, prince de Zhao (趙王).
  - Princesse Ulujin (吾魯真公主) — mariée à Buqa de la maison des Ikires.
  - Princesse Chalun (昌国大长公主) — mariée à Teliqian de la maison des Ikires.
  - Prince Zhenjin (1240–1285) — prince de Yan (燕王).
  - Manggala (c. 1242–1280) — prince d'Anxi (安西王).
  - Grande Princesse de Lu, Öljei (鲁国长公主) — mariée à Ulujin Küregen de la maison des Khongirad, prince de Lu.
  - Nomughan (m. 1301) — Prince de Beiping (北平王).
  - Grande Princesse de Lu, Nangiajin (鲁国大长公主) — mariée à Ulujin Küregen de la maison des Khongirad, princesse de Lu, puis après la mort d'Ulujin en 1278, mariée à son frère Temür, puis après la mort de Temür en 1290 avec son troisième frère, Manzitai.
  - Kokechi (m. 1271) — prince de Yunnan.
  - Princesse Jeguk (1251–1297)
3. Impératrice Nambui (mariée en 1283 – décédé en 1290?) — fille de Nachen, qui était l'oncle de l'impératrice Chabi.
  - Temuchi

Épouse de troisième ordre:
1. Impératrice Talahai (塔剌海皇后 [zh])
2. Impératrice Nuhan (奴罕皇后 [zh])

Épouses de quatrième ordre:
1. Bayaujin Khatun (zh), fille de Boragchin de la maison des Bayaut :
  - Togoon (тогоон, également connu sous le nom chinois de Tuohuan, parfois transcrit en Toghan)  (neuvième fils) — prince de Zhennan (鎮南王) ;
  - Tëgülun Khatun (zh), fille de Tuolian, petit-fils d'Anchen, chef Onggirat.
2. Impératrice Kökelün (阔阔伦皇后 [zh])

Concubines:
1. Babahan (八八罕妃子)
2. Sabuhu (撒不忽妃子)
3. Qoruqchin Khatun — fille de Qutuqu (frère de Toqto'a Beki) des Merkits.
  - Qoridai — général de Möngke au Tibet
4. Dörbejin Khatun — de la maison des Dörben 
  - Aqruqchi (d. 1306) — prince de Xiping
5. Hüshijin Khatun — fille de Boroqul Noyan
  - Kököchü (fl. 1313) — prince de Ning (宁王)
  - Ayachi (fl. 1324) — Commandant de la division Hexi
6. une femme au nom inconnu
  - Qutluq Temür (fl. 1324)
7. Asujin Khatun (阿速眞可敦)
8. De Qoruqchin Khatun, fille de Qutuqu, chef Merkit :
  - Qoridai (cinquième fils)[32]

De Chabui Khatun, fille de Anchen, chef Onggirat et frère de Börte, épouse principale de Gengis Khan ; morte vers 1282/1283 :
- Dorji (premier fils) ; mort jeune ;
- Jimgim (second fils) (1243 - 1285) prince héritier ; reçut le nom posthume d'empereur Yuzong ; marié à Bairamakochi (Bolanyeqiechi), de la maison des Onggirat ; puis marié à Kokëchin Khatun, fille de Bairam Egechi, morte en 1300 ; père de :
  - prince Kammala (1263 - 1302) ; marié à Boyam Qielimish, de la maison des Onggirat, dont Yesun Timur (empereur Taidingdi) ;
  - prince Darmabala, fils de Kokëchin Khatun, (1264 - 1293) ; reçut le nom posthume d'empereur Shunzong ; marié à Daji, fille de Hundu Timur, de la maison des Onggirat et petit-fils d'Anchen, un des frères de Börte, l'épouse de Gengis Khan ; morte en 1322, dont :
    - prince Amoga ;
    - prince Qaishan (empereur Wuzong) ;
    - prince Ayurbarvada (empereur Renzong) ;
    - princesse Sengge Ragi, mariée à Diaoabula, de la maison des Onggirat, fils de Timur et de la princesse Nangjiazhen ;

  - prince Timur Oljeit (empereur Chengzong), né de Kokëchin Khatun ;
  - princesse Nange Bula, mariée à Manzitai, fils de Nachen, chef Onggirat ;
  - princesse Qutadmish, mariée à Korguz, fils d'Aibuqa, chef Ongut ;
- Manggala (troisième fils), roi de Xi'an, mort en 1280[33] ;
- Nomoghan (quatrième fils) mort vers 1292/1301.

De Dörbechin khatun, de la maison des Dorban :
- Hügechi (sixième fils), roi à Dali (Yunnan), mort empoisonné en 1271, père de :
  - Yesien Temour, roi à Kunming (Yunnan), mort en 1332 ;
- Oqruchi (septième fils).

De Nambui Khatun, fille de Nachen, fils de Anchen, chef Onggirat ; titrée épouse principale en 1283 :
- Tamachi (douzième fils) ;
- Bekhchin Khatun.

De Asuzhen Khatun, morte en 1281 :
- Khudulu Qaimish (1258 - 1297), mariée en 1274 avec Wang Sim (Ch'ungyo) roi de Corée.

De Hüshijin, fille de Boroqul Noyan de la maison des Ushin :
- Ayachi (Аячи huitième fils) (? - ap.1313) prince de Ning(宁王);
- Kököchü (neuvième fils) (? - ap.1324).

De Dalahai khatun (zh) ?
De mères inconnues :
- Qutluq Timur (dixième fils) (1263 - 1283) ;
- Oljei, mariée à Olochin, chef Onggirat, fils de Nachen ;
- Nangjiazhen, mariée à Olochin, chef Onggirat, fils de Nachen, mort en 1278 ; puis mariée à Timur, chef Onggirat, fils de Nachen ; puis mariée à Manzitai, chef Onggirat, fils de Nachen, mort en 1307 ;
- Wuluzhen, mariée à Buhua, chef Ikire, fils de Tiemugan ;
- Tuotuohi, mariée à Tumandar, chef Oirat ;
- Yurek, mariée à Aibuqa, fils de Boyaohe, chef Onggut.

## Postérité

### Littérature
- Kūbilaï Khān est le héros d'un célèbre poème de Coleridge intitulé Kubla Khan, qui commence ainsi :

« In Xanadu did Kubla Khan / A stately pleasure dome decree […]
À Xanadu, Kubla Khan fit ériger / Un majestueux dôme de plaisir »

— Kubla Khan sur la Wikisource anglophone
.
- Dans son roman Les Villes invisibles (1972), Italo Calvino invente un dialogue entre cet empereur et Marco Polo, dans lequel le second décrit au premier cinquante-cinq villes imaginaires qu'il a visitées.

### Musique
- Kūbilaï Khān est le personnage principal d'un opéra composé par Antonio Salieri (1750-1825), livret de Giovanni Battista Casti (1724-1803) : Cublai, gran kan de' Tartari (it). L'œuvre ne fut créée dans sa version originale italienne qu'en 2024 à Vienne (Autriche), plus de deux-cent ans après sa composition[34].  Une première mondiale dans une traduction allemande avait préalablement eu lieu en 1998, à Würzburg (Allemagne).[réf. nécessaire]

### Cinéma
- Le palais « Xanadu », devenu célèbre grâce au Citizen Kane d'Orson Welles, correspond à Shangdu, la résidence d'été de Kubilai.

### Série
- Kubilai Khan joue un rôle important dans la série américaine Marco Polo produite par Netflix. Son personnage est interprété par Benedict Wong.

### Jeux vidéo
- Kubilai Khan est mentionné à plusieurs reprises dans le second opus de la saga Uncharted ; les voyages de Marco Polo en Asie et son long séjour à sa cour servent de toile de fond au scénario du jeu.
- Kubilai Khan sert d'inspiration au personnage fictif de Khotun Khan, l'antagoniste de Ghost of Tsushima.
- Kubilai Khan apparaît dans l'opus Civilization IV, où il dirige les Mongols. Il peut aussi être joué comme dirigeant alternatif des empires chinois ou mongol grâce à une extension dans Civilization VI.

### Divers
- Kubilay est un prénom encore employé en Turquie et chez les peuples turcs.